# Pull and Bear
A Pull & Bear egy spanyol ruházati márka, melyet 1991-ben alapított az Inditex Group A Coruñában.

## Története

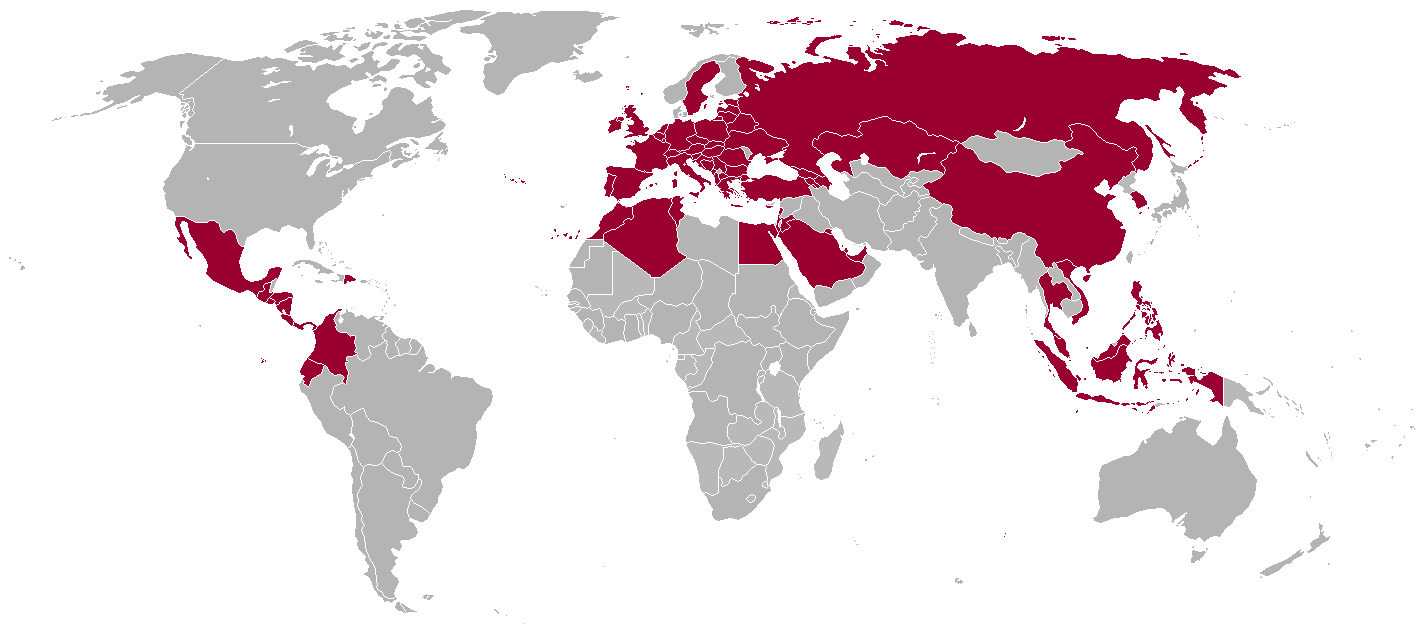
Pull and Bear a világban

### 1991-2000
A Pull and Beart 1991-ben alapította Amancio Ortega Gaona, az Inditex Group vezetője. A nemzetközi trendeket próbálta követni ezzel a márkával. Eredetileg csak férfi termékeket kívánt gyártatni, mint a Massimo Dutti. Ez volt jelmondata: fashion, price and quality, ami magyarul ennyit jelent: divat, ár és minőség. A márka a bevezetéskor hamar nagy sikert aratott. 1992-ben megnyílt az első külföldi üzlet, nevezetesen Portugáliában. 1995-ben a márka megérkezett Görögországba és Máltára is, majd 1997-ben Izraelbe.
1998-ban megjelent az első női kollekció, s bevezették a sportos, jó minőségű Xdye vonalat, melynek kollekciói a zenéről, technológiáról, művészetekről és a szociális problémákról szóltak. Még ugyanebben az évben elkészült az első hivatalos honlap is, valamint megnyílt az első üzlet Cipruson, majd 2000-ben Kuvaiton is.

### 2001 óta
2001-ben bevezettek egy új vonalat, a Sickonineteent, ami szintén a fiatal vásárlóközönséget célozta meg. Az Egyesült Arab Emírségekben, Írországban és Venezuelában nyíltak új üzletek. 2002-ben a Pull and Bear Mexikóban, Jordániában, Bahreinben, Katarban és Libanonban terjeszkedett, 2003-ban pedig Andorrában és Szlovákiában. 2004-ben megérkezett Oroszországba és Romániába. 

2005-ben a francia, a cseh és török piacok nyitották meg kapuit a Pull and Bear előtt. 

2006-os terjeszkedés: Salvador, Litvánia, Lengyelország és Szingapúr.

2007-es terjeszkedés: Szlovénia, Belgium, Szaúd-Arábia, Guatemala, Lettország, Malajzia, Szerbia és Magyarország.

2008-as terjeszkedés: Montenegró, Indonézia, Egyiptom és az Egyesült Királyság.

2009-es terjeszkedés: Horvátország, Ukrajna, Észtország, Kína és Szíria.

## Üzletek Magyarországon
- Budapest – Kerepesi út 9. (Aréna Plaza)
- Budapest – Örs vezér tere (Árkád)
- Budapest – Október 23. utca 8-10. (Allee Bevásárlóközpont)
- Budapest – Vörösmarty tér 1.
- Budapest – Váci út 1-3. (WestEnd City Center)
- Debrecen – Csapó utca 30. (Fórum Üzletközpont)
- Győr - Budai út 1. (Árkád)
- Szeged – Londoni körút 3. (Árkád)

## Hamarosan nyíló üzletek
- Budapest – Etele út 68. (Etele Plaza)

## Tervezett üzletek
- Kecskemét
- Pécs